# 那須雪崩事故
那須雪崩事故（なすなだれじこ）は、2017年（平成29年）3月27日に栃木県那須郡那須町の那須温泉ファミリースキー場付近で発生した雪崩事故。春山登山講習会に参加していた高校の生徒や引率教員らが雪崩に巻き込まれ生徒7人と引率教員1人の計8人が死亡、計40人が重軽傷を負った。2000年（平成12年）以降に日本で起きた雪崩事故としては犠牲者が最大。

## 事故の概要
2017年3月25日から3月27日までの日程で栃木県高等学校体育連盟の主催で「平成28年度春山安全登山講習会」が開催され、当日の講習には栃木県立大田原高等学校、栃木県立真岡高等学校、那須清峰高校、矢板東高校、栃木県立宇都宮高等学校、矢板中央高校及び真岡女子高校の生徒46名及び教員9名の計55名が参加していた。講習最終日で当初は茶臼岳への登山が計画されていたが、午前6時15分頃に気象状況等から登山計画を中止して那須温泉ファミリースキー場ゲレンデ周辺での雪上歩行訓練に変更された。テントキーパーとなった宇都宮高校2年生5名が残り、午前8時前から5つの班に分かれて班別行動を開始し、1班から4班が樹林帯の支尾根を登ることになり、女子生徒で構成される5班はスキー場の第1ゲレンデを中心に歩行訓練を行うことになった。樹林帯の支尾根を登った1班は隊列前方に見えた岩まで行ってから引き返そうと歩き始めたが、午前8時30分頃から午前8時45分頃までの間に発生したとみられる雪崩に巻き込まれ、その後、2班、3班及び4班も雪崩に巻き込まれた。この雪崩で講習参加者55名のうち、1班の生徒7名と教員1名の計8名が亡くなり、ほか4名が重症、3名が中等症、33名が軽症を負った。

### 春山安全登山講習会
1950年12月30日、谷川岳を登山中の栃木県立佐野高等学校山岳部員11名が雪崩に巻き込まれ、生徒教員計5名が死亡した事故を踏まえ、登山知識と登山技術を向上させ、事故防止を目的に1958年5月に栃木県高体連と山岳連盟の共催で「第1回有雪期安全登山講習会」が始まりで、当初は不定期だったが、1964年より毎年3月に那須岳で開催されるようになった。1965年度から栃木県高等学校体育連盟が独自に実施するようになり、その頃から名称が「春山安全登山講習会」となった。
2017年の春山安全登山講習会は栃木県高等学校体育連盟の主催、同登山専門部の主管で実施された。初日に那須塩原市内で開会式、学科講習、幕営講習と設営、2日目に郭公沢周辺で班別の雪上訓練、3日目は学校別に茶臼岳に登山する予定だった。講習会全体の責任者は、登山専門部会の委員長が務め、スキー場近くの旅館に本部が置かれた。
2017年に開催された春山安全登山講習会には7校から生徒54名が参加し、事故当日の講習には生徒46名及び教員9名の計55名が参加した。

### 班編成
本来計画の茶臼岳登山は参加校別に行動する予定だったが、計画変更により前日の実技講習の班構成のまま行うこととなった。
降雪が多く、登山専門部の委員長と副委員長、そして専門委員の3人が、スキー場や周辺の樹林帯を利用し、雪をかき分け進むラッセル訓練に切り替えると決めた。3人は登山歴22年ないし35年と長かった。
- 3日目の班構成および内訳

1班 - 栃木県立大田原高等学校山岳部12名、引率教員1名（大田原高校山岳部副顧問、登山歴1年）、講師（真岡高校教諭）。 - 大田原高校教員でもある委員長が本部の連絡役となったうえに、前日まで参加していた別の大田原高校の教員に学校での執務があったため、こういう編成になった。
2班 - 栃木県立真岡高等学校山岳部8名と栃木県立宇都宮高等学校生徒5名（2年生）、講師（真岡高校教諭）。
3班 - 栃木県立矢板東高等学校生徒6名（2年生）と栃木県立那須清峰高等学校生徒5名、引率教員2名（那須清峰高校教員）、講師（矢板東高校教諭）。
4班 - 矢板中央高等学校生徒5名と栃木県立宇都宮高等学校生徒8名（1年生）、引率教員1名（矢板中央高校）、講師（矢板中央高校教諭）。
5班 - 真岡女子高等学校生徒4名と栃木県立矢板東高等学校生徒2名（1年生）、講師（真岡女子校教諭）。
本部 - 委員長
強豪校の大田原高校だけ一つの高校で班を作り、ほかは2校の山岳部を組み合わせて構成されていた。
2班のうち宇都宮高校の生徒は装備の一部をテント外に置いたまま眠ったため使えなくなり、ラッセル訓練は不参加。

### 事故時の状況
- 1班 - 樹林帯の上の斜面を登り、隊列前方に見えた岩まで行って引き返す予定だったが、岩に向かって歩き始めて間もなく雪崩が発生した[2]。副委員長は急斜面手前で止まるよう指示したが、前方の岩まで行きたいという要望があがり、これを副委員長が認め、同班のみ行動範囲が各教員に説明された場所より広がった。副委員長は、ふだん接している生徒でなく、名前もわからないため、止められずに進んでしまったと検証委員会に述べた[5]。
- 2班 - 1班とは別の支尾根を登っていて雪崩に巻き込まれた[2]。
- 3・4班 - 1班と同じ支尾根を登っていて雪崩に巻き込まれた[2]。
- 5班 - 5班はラッセル経験のない女子生徒のみで構成されていた。5班はスキー場の第1ゲレンデを中心に歩行訓練を行うことになり、雪崩発生時は第2ゲレンデにいた[2]。

### 通報
雪崩が発生したのは8時43分ころ、消防に最初に通報があったのは9時22分、救助の一次隊が到着したのは10時23分であった。
雪崩に巻き込まれた2班講師が無線で本部の委員長を呼び出したが、委員長からの応答はなかった。委員長は無線機を携行せず、宿泊費の精算などをしていた。無線のやり取りを聞いた5班講師が、ゲレンデからスキー場のセンターハウスへ下山しつつ無線で2班講師に指示を仰ぐと「本部へ行き、雪崩発生の報告と救助要請するよう伝える」と指示を受け、本部まで10分ほど歩いて移動し、駐車場にいた委員長へ雪崩発生を報告。委員長は午前9時20分頃に消防と警察へ通報した。なお本部への連絡に携帯電話も使おうと試みられたが寒さのため起動しなかった。その後、午前9時30分頃に現場に到着した警察官に状況説明を行った。「那須雪崩事故検証委員会報告書」によると雪崩の発生は午前8時30分頃から午前8時45分頃、警察や消防への通報は午前9時20分頃としている。

### 救助
警察や消防への通報が午前9時20分頃に行われた後、午前9時30分に栃木県警察本部から栃木県危機管理課に第一報、午前9時35分に栃木県危機管理課から栃木県教育委員会に第一報が送られた。
那須山岳救助隊が救助要請を受けたのは午前9時40分頃でスキー場に到着したのは10時30分頃だった。また、那須地区消防本部からも第1次（4隊）、第2次（1隊）、第3次（4隊）、第4次（4隊）、第5次（1隊）が出動し、消防本部内に那須地区消防警防本部が設置された。10時37分に県から陸上自衛隊第12特科隊（宇都宮駐屯地）に災害派遣要請が行われた。
捜索活動終了後には栃木県立岡本台病院のDPATが救助者のメンタルケアのために派遣された。
「那須雪崩事故検証委員会報告書」による出場隊数及び人員は以下の通り。
- 消防機関 - 42隊（うち救急車14隊）。163名
- 警察 - 84名
- 自衛隊 - 35隊150名。
- DMAT - 2隊8名
- 那須山岳救助隊  -13名

## 原因

### 雪崩の原因
およそ6km離れたアメダス那須高原の記録では 21日に降水があったもののそれ以後は降水・降雪はほとんど無く、訓練前日の積雪も0cmだった。そして寒気が入り込み、訓練当日27日は、2時頃から雪が降り始め 8時までに31cmの積雪を観測し、雪融けの進んだ弱い層の上に新雪が積もって雪崩の危険性があった。「那須雪崩事故検証委員会報告書」では1班のルートがクラック（崩落した雪面の下部）の比較的近傍だったことを指摘しているが「雪崩発生に至った要因としては自然発生と人為的なものが考えられ、一方を特定することは難しい。」としている。

### 問題点
検証委員会報告書では以下の点を指摘している。
連絡体制の不備
事故の際に救助要請に至る連絡体制を構築しておく必要があった。
雪崩に対する認識不足と本部の体制不備
本部の教員が長時間唯一の連絡手段である無線機から離れており、本部では常に無線機を携行して複数人で構成する必要があった。
緊急時の連絡方法、通信機器管理の不備
緊急時であったにもかかわらず携帯電話が寒さで起動せず、無線機の一部はバッテリー切れのランプが点灯していた。
緊急連絡体制の未整備
参加者全員と保護者の連絡先を作成して本部と引率教員が携行する必要があり、警察、消防、山岳救助隊や生徒の保護者、引率教員の家族も含めた緊急連絡体制を事前に整備する必要があった。
迅速な救助の必要性
迅速な捜索や救助のためにビーコンやプローブを装備すべきであった。

## 過去の事故
2010年3月27日、「春山安全登山講習会」の2日目に那須岳郭公沢最上部で雪崩が発生し、引率の教員と生徒が巻き込まれ、50〜60m流される事故が発生していた。その後、全員救出され、講師が全員の無事を確認して再開されたが、高体連や県教委への報告は行われなかった。しかし2017年の「那須雪崩事故検証委員会報告書」は推定される雪崩の規模からして2010年に発生した事故についても「県高体連や県教育委員会へ報告すべき重大な事故」だったとしている。

## 懲戒処分
栃木県教育委員会は、安全への配慮が欠如していたとして、2018年3月19日付で、委員長と1班講師を停職5ヶ月、2班講師を停職3ヶ月の懲戒処分とした。

## 刑事事件
事故の当日、周辺には大雪注意報が発表されていた。高校側は行う予定の訓練内容を一部変更していたが、屋外に出て活動をしていた際に雪崩に巻き込まれたため関係者の責任が問われ、栃木県警察が業務上過失致死傷容疑で捜査を行った。
2019年3月8日、栃木県警は8人の死亡、5人の傷害の疑いで訓練の計画変更の判断を行ったとされる3人の教諭について、業務上過失致死傷の罪で検察に書類送検した。厳重処分の意見が付与されたとみられる。3人は事故当日の朝、天候などを踏まえ、登山講習会の内容を那須岳（茶臼岳）登山から雪上歩行訓練に変更。現場近くのロッジ前で打ち合わせを行い、最終決定したとされる。
県警は現場を覆った新雪、雪崩注意報、雪崩が起きやすい急斜面などを総合的に判断し、雪山経験のある3人に「雪崩の危険の予見は可能だった」と判断した。また訓練の行動範囲について、3人が雪崩の危険がない安全な場所での実施を指定せず、漫然と決めていたことを踏まえ「雪崩を回避する義務を怠った」と判断した。県警は計画変更時の決定をめぐる過失を重視しており、生徒を引率した別の教諭らについては「刑事責任を追及する過失はない」と明言した。
最も経験が必要な先頭の1班に配置されて雪崩に会い死亡した男性教諭（29）の親は息子が登山初心者で顧問に向いていないと困っていたことを明かしている。
2022年2月10日、宇都宮地方検察庁が男性教諭3人を業務上過失致死傷罪で在宅起訴した。
2024年2月29日、当時の講師役の教諭ら3人の公判で、検察側はいずれも禁錮4年を求刑し、弁護側は無罪を主張し結審した。
2024年5月30日、宇都宮地裁（滝岡俊文裁判長）は、業務上過失致死傷罪に問われた引率教諭ら3人に対し、いずれも禁錮2年の実刑判決を言い渡した。同年6月12日、3人の弁護側は判決を不服として控訴した。

## 民事訴訟
2021年9月13日、民事調停で遺族側は和解案として、県が賠償金を支出し、3教諭に賠償を求償する意見書を提出した。2023年6月28日、宇都宮地方裁判所は判決で、県と県高校体育連盟に計約2億9000万円の賠償を命じる一方、教諭3人への請求は棄却した。同年7月13日、原告・被告とも控訴せず判決は確定した。

## 事故検証と再発防止

### 事故検証委員会
2017年4月11日、栃木県教育委員会に「平成29年3月27日那須雪崩事故検証委員会設置要綱」に基づき「平成29年3月27日那須雪崩事故検証委員会」が設置された。
那須雪崩事故検証委員会報告書では、根源的かつ最も重要な要因として高体連及び登山専門部の「計画全体のマネジメント及び危機管理意識の欠如」、関連するその他の要因として県教育委員会の「チェックや支援体制の未整備」及び講師等の雪崩の危険に関する理解不足など、背景的な要因として関係者全体の「正常化の偏見（正常性バイアス）とマンネリズム（形骸化）」を挙げている。
なお、栃木県が設置した那須雪崩事故の検証委員会は、本件事故の原因、課題に関する調査及び検証、事故の再発防止に関する提言等を目的としており、基本方針で関係者の民事・刑事等に関わる責任追及を目的とするものではないとされている。

### 再発防止
2024年3月17日、栃木県教育委員会は「那須雪崩事故の反省と再発防止に向けた取組」を取りまとめた。その中では学校及び教員への指導について、登山計画審査会の機能強化（登山に関する専門知識を有する外部委員などで構成される登山計画審査会での審査）、高校生の登山の活動範囲の設定（山のグレーディングに基づく評価）、学校における危機管理マニュアルの見直し、行事等の届出の徹底（他団体が主催者の行事を含む届出の徹底）などを挙げている。また、高体連への指導についても危機管理マニュアルの運用支援や大会等の運営支援（事故発生時の対応確認、現地調査の実施）を挙げている。